# گلوکونات آهن (II)
گلوکونات آهن (II) (به انگلیسی: Iron(II) gluconate) با فرمول شیمیایی C۱۲H۲۴FeO۱۴ یک ترکیب شیمیایی با شناسه پاب‌کم ۹۲۹۱ است. که جرم مولی آن ۴۴۸٫۱۵۶ g/mol می‌باشد. شکل ظاهری این ترکیب، پودر قهوه‌ای و رنگ کمرنگ است.
این نوع از آهن به‌صورت قرص خوراکی نیز در داروخانه ها موجود می باشد که در مقایسه با آهن سولفات دارای جذب بیشتر از طریق دستگاه گوارش بوده و عوارض گوارشی کمتری از قبیل یبوست دارد

## موارد مصرف
گلوکونات آهن (II) برای موارد زیر به‌کار می‌رود:
درمان کم‌خونی ناشی از فقر آهن
پیشگیری از کم‌خونی در دوران بارداری، شیردهی یا رشد سریع در کودکان
مکمل آهن در افراد دچار سوءجذب آهن یا کسانی که از طریق رژیم غذایی، آهن کافی دریافت نمی‌کنند

## دوز مصرفی
دوز معمول در بزرگسالان برای درمان کم‌خونی فقر آهن، حاوی ۳۵ تا ۶۵ میلی‌گرم عنصر آهن در روز است. هر 300 میلی‌گرم گلوکونات آهن معمولاً حدود 35 میلی‌گرم آهن دو ظرفیتی فراهم می‌کند. مصرف همراه با ویتامین C می‌تواند جذب آن را افزایش دهد.

## عوارض جانبی
مصرف گلوکونات آهن می‌تواند با عوارض گوارشی همراه باشد، از جمله:
تهوع
یبوست
دل‌درد
تغییر رنگ مدفوع به سیاه
در دوزهای بالا یا در کودکان، مصرف بیش از حد آن ممکن است باعث مسمومیت جدی شود.

## تداخل دارویی
مصرف همزمان گلوکونات آهن با داروهایی مانند آنتی‌بیوتیک‌های گروه تتراسایکلین و کینولون‌ها می‌تواند جذب هر دو دارو را کاهش دهد. همچنین جذب آهن ممکن است در صورت مصرف همزمان با آنتی‌اسیدها یا غذاهای حاوی کلسیم مختل شود.